# Santa's Coming for Us
"Santa's Coming for Us" é uma música escrita por Sia e Greg Kurstin e lançado em 30 de outubro de 2017 como o primeiro single do oitavo álbum de estúdio e o primeiro álbum de Natal, de Sia: Everyday Is Christmas.

## Videoclipe
O videoclipe de "Santa's Coming for Us", foi lançado em 22 de novembro de 2017 e com as estrelas Kristen Bell em uma festa de Natal. Os hóspedes incluem Dax Shepard como o marido, JB Modelar como o Papai Noel, Susan Lucci e Henry Winkler , como os avós, e Sophia Lillis, Caleb McLaughlin e Wyatt Oleff como as crianças.

## Lista de faixas
1. "Santa's Coming for Us" – 3:26

## Charts
| Chart (2017)                            | Peak position |
| --------------------------------------- | ------------- |
| Croatia Airplay (HRT)                   | 17            |
| Israel (Media Forest TV Airplay)        | 5             |
| Japan Hot Overseas (Billboard)          | 4             |
| Netherlands Single Tip (Single Top 100) | 3             |
| South Korea International Chart (Gaon)  | 12            |
| Sweden (Sverigetopplistan)              | 80            |
| US Holiday Top 100 (Billboard)          | 51            |